# Al-Sharqat (distrito)
O distrito de Al-Sharqat (em árabe: قضاء الشرقاط) é um distrito da província de Saladino, no Iraque. A sua capital é Al-Sharqat.